# Fritz Behn (Widerstandskämpfer)
Fritz Behn (* 17. Februar 1904 in Benz; † 6. Januar 1944 bei Tallinn) war ein deutscher Kommunist und Widerstandskämpfer gegen den Nationalsozialismus.

## Leben
Behn verbrachte seine Kindheit in ärmlichen Verhältnissen auf Usedom. Nach Beendigung der Pflichtschulzeit in einer einklassigen Dorfschule arbeitete er mehrere Jahre in Westfalen und wurde Zimmermann. 1924 wurde er Mitglied der SPD und kehrte er in seine Heimat zurück. Aus Enttäuschung über die Koalitionspolitik der SPD wechselte er im Frühjahr 1927 in Swinemünde zur KPD.
Im Herbst 1927 gründete er mit einigen Freunden eine Ortsgruppe der KPD in seinem Heimatdorf. Behn wurde KPD-Redner und trat auf vielen Dorfversammlungen in Pommern auf.
Im März 1933 wurde er für einige Wochen im Gefängnis Swinemünde inhaftiert. Trotzdem setzte er nach der Haftentlassung seinen Widerstand  fort.
Während des Zweiten Weltkrieges wurde er zu einem Marine-Baubataillon eingezogen und ab dem Sommer 1941 im Frontabschnitt Leningrad eingesetzt und bei Ust-Luga im Gebiet Leningrad stationiert. Mit anderen Kriegs- und Nazigegnern in seiner Einheit bildete er heimlich eine antifaschistische Soldatengruppe, die sich zu einer Wehrmachtsgruppe des Nationalkomitees Freies Deutschland (NKFD) entwickelte. Sie standen mit dem russischen Lehrer Wassili Grigorjewitsch Titow in Verbindung, der eine örtliche Widerstandsgruppe leitete. Er ermöglichte es ihnen, die deutschsprachigen Sendungen von Radio Moskau zu hören. Die Widerstandsgruppe verbreitete diese Nachrichten unter den Soldaten der Wehrmacht in ihrer Umgebung. Gemeinsam organisierten sie Medikamentenschmuggel ins belagerte Leningrad. Behn übergab Titow auch Pläne der militärischen Objekte an der Ostseeküste.
Im August 1943 wurden acht Angehörige der NKFD-Gruppe nach einer Denunziation verhaftet. Ein Kriegsgericht verurteilte Fritz Behn, Karl Görs und den Obermaat Franz Bammacher und ließ alle drei in den Dünen bei Tallinn am 6. Januar 1944 standrechtlich erschießen. Titow und mindestens 40 weitere sowjetische Bürger wurden ohne Verfahren schon bald nach ihrer Verhaftung gehängt.
Weitere, namentlich bekannte Mitglieder der Behn/Titow Gruppe waren der Deutsche Emil Schifelbein und die russische Ärztin M. Dedikowa.

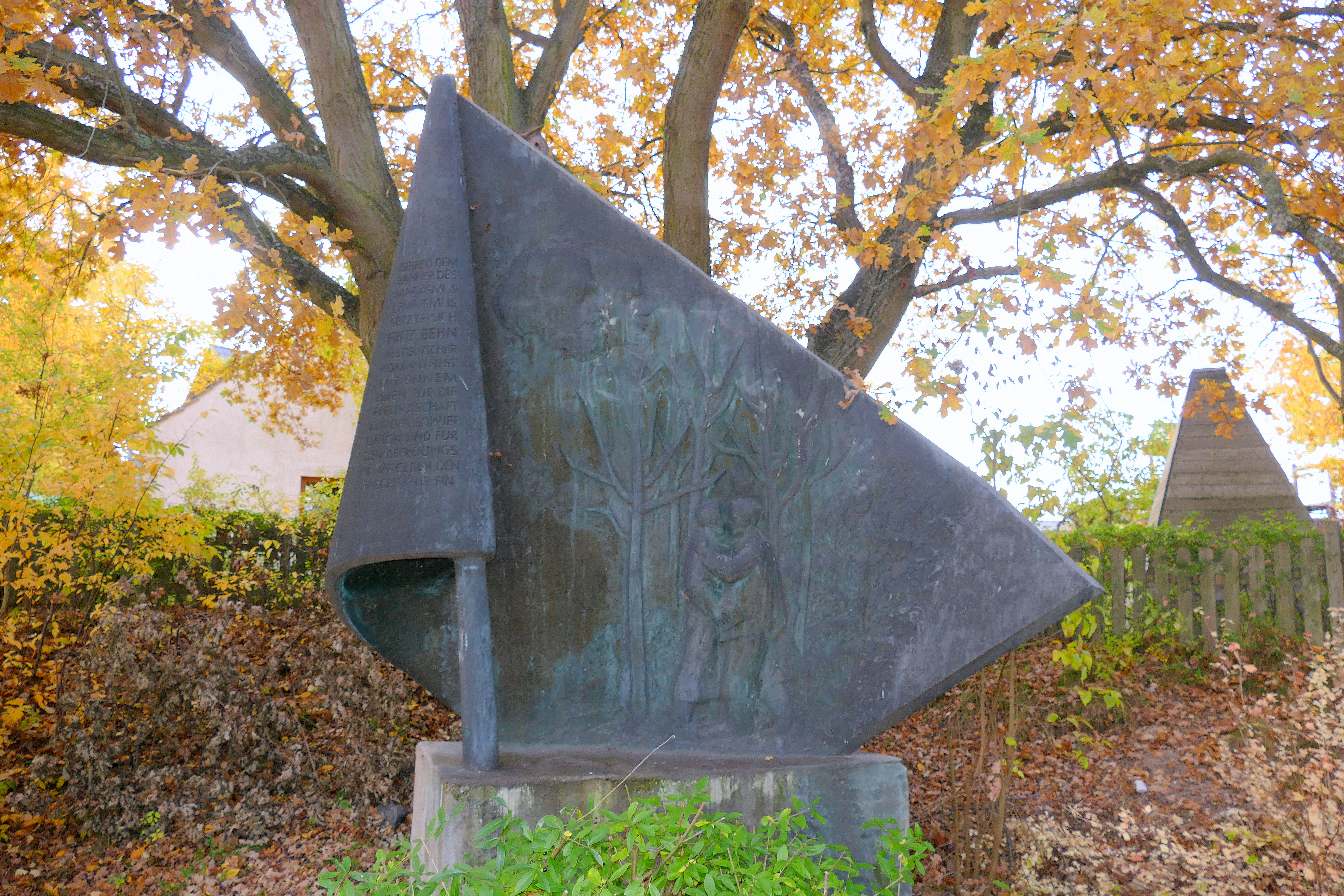
Fritz-Behn-Denkmal in Benz

## Ehrungen
In der DDR wurde Fritz Behn als Antifaschist und Widerstandskämpfer geehrt. Auf dem Dorfplatz von Benz wurde 1969 ein vom Bildhauer Hans Kies geschaffenes Denkmal für Fritz Behn errichtet und eine Straße nach ihm benannt.
Die Betriebsschule der Deutschen Reichsbahn in Güstrow erhielt den Ehrennamen Fritz Behn und brachte eine Gedenkplakette „Für vorbildliche Leistungen“ heraus.